# Daniel Reiner
Pour les articles homonymes, voir Reiner.
Daniel Reiner  est un homme politique français, né le 17 janvier 1941 à Moissac (Tarn-et-Garonne), père de quatre enfants et neuf petits-enfants.

## Biographie
Professeur de mathématiques, retraité de l'Éducation nationale, il est député socialiste de Meurthe-et-Moselle de 1988 à 1993 et sénateur de 2001 à 2017.

## Mandats
- 1977 : élu adjoint au maire de Blainville-sur-l'Eau (Meurthe-et-Moselle)
- 1983 : élu maire de Blainville-sur-l'Eau (Meurthe-et-Moselle)
- 1986 : élu conseiller régional d'opposition de la Lorraine
- 1988 : élu député de la circonscription de Lunéville (Meurthe-et-Moselle) et abandonne son mandat de conseiller régional
- 1988 : élu conseiller général du canton de Bayon (Meurthe-et-Moselle)
- 1989 : réélu maire de Blainville-sur-l'Eau
- 1995 : réélu maire de Blainville-sur-l'Eau
- 1998 : élu conseiller régional d'opposition de la Lorraine
- 2001 : élu sénateur de Meurthe-et-Moselle et abandonne son mandat de conseiller régional
- 2011 : réélu sénateur de Meurthe-et-Moselle. Il devient vice-président de la commission des Affaires étrangères, de la Défense et des Forces armées.

## Autres fonctions
- 1987 : à l'origine de la création puis président de l'EPCI du Lunévillois qui réalise une OPAH sur plusieurs centaines de logements dans les centres anciens des bourgs les plus importants de l'arrondissement de Lunéville
- 1990 : participe à la création de IDEAL (Initiative de Développement Économique et d'Actions dans le Lunévillois), association dont il est vice-président. En 1997, l'association s'est transformée en Pays du Lunévillois.
- 1991 : à l'initiative de la création de l'EPCI du Pays entre Moselle et Meurthe sur les territoires des cantons de Bayon et Gerbéviller, vice-président puis président entre 1995 et 2001

## Autres actions
- 1991 : à l'origine de la création de la Mission Locale de l'Emploi des Jeunes regroupant 91 communes de l'arrondissement de Lunéville, une des toutes premières Missions rurales de France
- 1989-1992 : participation aux décisions de lancement de la mise à 2 fois 2 voies de la RN 4 de Lunéville à Blamont, devenue autoroute A33.
- 1991-1992 : action en faveur du maintien de la garnison de Lunéville et l'arrivée de l'État-Major et du Régiment de soutien de la Brigade de missile Hadès
- 1992 : action en faveur du rétablissement de la route des Sables, du lancement de la zone industrielle de Dombasle-Rosières (150 hectares) et création du syndicat intercommunal entre Dombasle-sur-Meurthe, Rosières-aux-salines, Blainville-sur-l'Eau et Damelevières

## Domaines de compétence
- De 2001 à 2008 : membre de la Commission des Affaires Économiques, il suit les questions de transport. Membre du Conseil National des Transports (CNT) et du Conseil Supérieur du Service Public Ferroviaire (CSSPF fermé en 2009), il s'intéresse en particulier au frêt ferroviaire et à son déclin en France ainsi qu'au financement des infrastructures de transports publics (rapport en 2008).
- À partir de 2008 : membre puis vice-président de la Commission des Affaires Étrangères, de la Défense et des Forces Armées (ancien officier de réserve de cavalerie à l'EAABC -Saumur 1963- et ancien membre de la Commission de la Défense à l'Assemblée Nationale), il est rapporteur pour avis sur le budget de l'équipement des Forces Armées (programme 146, plus important budget d'investissement de la Loi de Finance).
- Membre du Comité des prix de revient de fabrication d'armement (CPRA).
- 2012 et 2013 : membre de la Commission du Livre Blanc de la Défense et de la Sécurité Nationale, il participe au groupe de travail des industries de Défense. Il signe plusieurs rapports de la Commission du Sénat: la Défense anti-missile balistique (DAMB), les capacités militaires industrielles critiques, l'Europe de la Défense, les Forces Spéciales...

## Décorations
- Officier de la Légion d'honneur Il est fait chevalier le 14 juillet 2000[1], puis est promu officier le 14 juillet 2019[2].